# يوسف الشرافي
د. يوسف عواد يوسف الشرافي (ولد في 15 أبريل 1963 في مخيم جباليا، غزة) نائب في المجلس التشريعي الفلسطيني، ورئيس دائرة الوعظ والإرشاد في رابطة علماء فلسطين. متزوج وأب لـ 5 أبناء و5 بنات. حاصل على أعلى الأصوات في الانتخابات التشريعية الفلسطينية 2006 الأخيرة (37106 صوت) على مستوى محافظة شمال غزة.

## الدراسة والتعليم
- حاصل على درجة الدكتوراه في الحديث الشريف وعلومه من جامعة القرآن الكريم والعلوم الإسلامية بالسودان وبتقدير "ممتاز"
- ماجستير في الحديث الشريف وعلومه من الجامعة الأردنية بالمملكة الأردنية الهاشمية.
- بكالوريوس في أصول الدين من كلية أصول الدين بالجامعة الإسلامية بغزة.
- حاصل على العديد من الدورات في الحاسوب ومهارات التدريس.

## أعمال وعضويات
- عضو مجلس رابطة علماء فلسطين في قطاع غزة.
- نائب رئيس مؤسسة القدس الدولية في قطاع غزة.
- نائب رئيس لجنة الإصلاح المركزية منذ تأسيسها إلى حين الانتخابات التشريعية 2006م وعضو فيها.
- خطيب في وزارة الأوقاف والشؤون الدينية لمدة تقرب من عشرين عاما.
- عضو لجنة التربية والقضايا الاجتماعية واللجنة الاقتصادية في المجلس التشريعي.
- ممثل المجلس التشريعي الفلسطيني في اللجنة العليا لفك الحصار.
- عضو مؤسسة جمعية القدس للبحوث والدراسات.
- رئيس قسم الحديث الشريف وعلومه في الجامعة الإسلامية بغزة.
- عمل مأذونا شرعيا لأعوام عدة.
- عمل مدرسا في المعاهد العلمية باليمن لمدة عامين (1987 و1988).
- عمل محاضرا وأستاذا مساعدا بكلية أصول الدين في الجامعة الإسلامية –بغزة* لفترة طويلة (من 1992 حتى نهاية 2005م).
- ناقش ما يقرب من عشرة أبحاث علمية للحصول على درجة الماجستير بكلية أصول الدين في الجامعة الإسلامية بغزة.

## المصالحة الفلسطينية
دعا يوسف الشرافي في إبريل 2014 لنقل وقائع لقاءات المصالحة الفلسطينية بين حركتي فتح وحماس على الهواء مباشرة، حتى يحكم الشعب الفلسطيني بنفسه عليها ويكشف حقيقة الطرف المعطل لجهود إنهاء الانقسام.وأشار إلى أن الحكومة قامت مؤخرا بالإفراج عن بعض المعتقلين أصحاب القضايا الجنائية في سبيل تهيئة الأجواء لمصالحة حقيقية، بينما تقوم أجهزة أمن السلطة بالضفة الغربية بمزيد من الملاحقة لأبناء حماس وفصائل المقاومة.